# Engelhartszell an der Donau
Engelhartszell an der Donau – gmina targowa w Austrii, w kraju związkowym Górna Austria, w powiecie Schärding.
W gminie znajduje się Klasztor Engelszell trapistów słynący z produkcji likierów.

## Zabytki
- klasztor Engelszell zakonu trapistów, jedyny w Austrii, założony w 1293 roku;
- kościół klasztorny z 1764 roku
- Kościół pw. Wniebowstąpienia NMP (Mariae Himmelfahrt) zbudowany w latach 1459–1503